# シネテリエ天神
シネテリエ天神（シネテリエてんじん、Cineterrie Tenjin）は、かつて福岡県福岡市中央区天神にあった映画館である。
福岡市天神の中心街の親富孝通り（旧名親不孝通り）沿いに存在していたミニシアターの一つで、同市に本社を置く「有楽興行株式会社」が経営・運営していた。晩年は館名を「天神シネマ」と改称し、成人映画館に転向したものの好転せず閉館の憂き目に遭った。

## データ
- 所在地：福岡県福岡市中央区天神3丁目6-18 馬場ビル地下1階
- 観客定員数：60席

## 歴史
- 1983年：「テアトル天神」として開業。

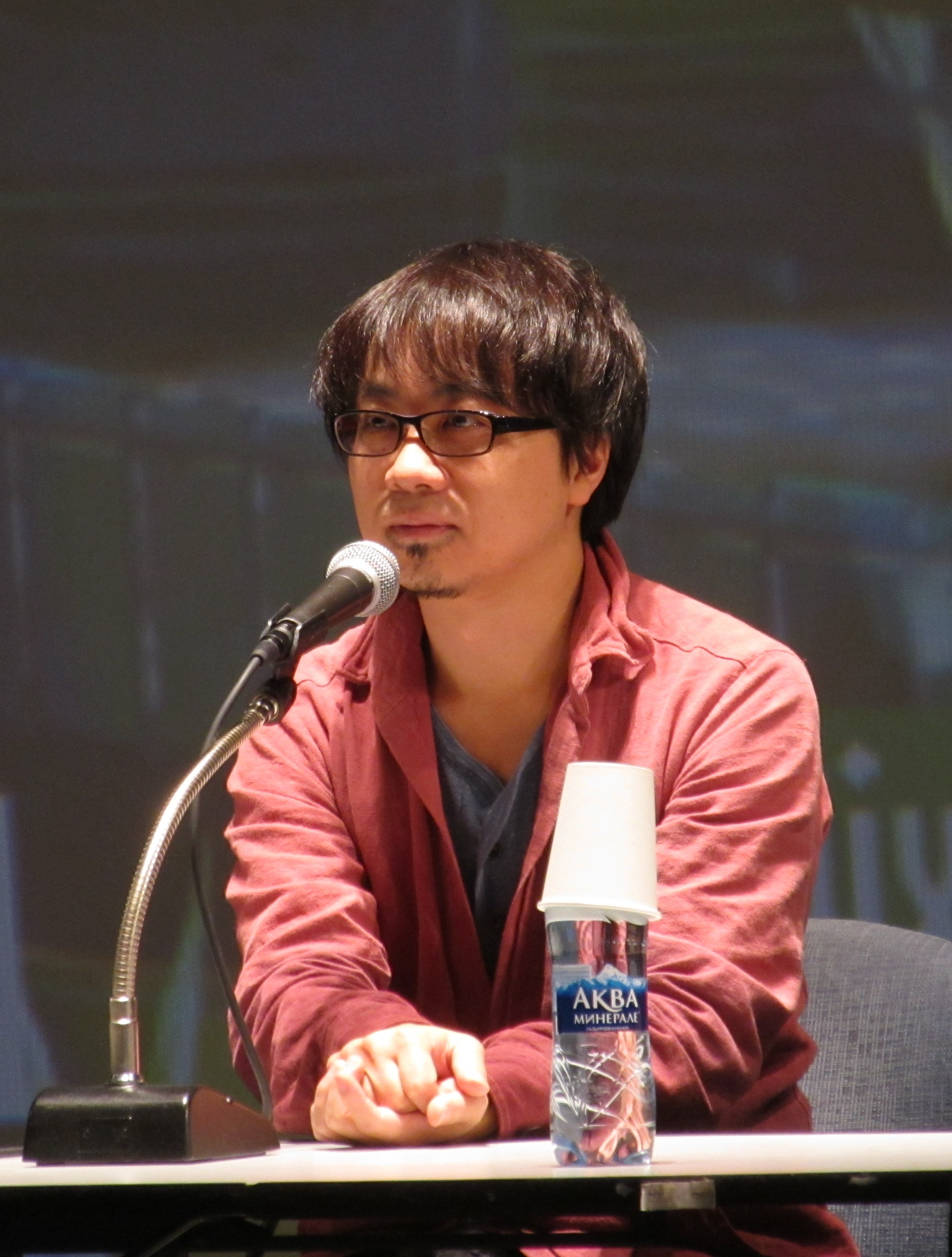
2004年と2007年に来館した新海誠監督

- 1988年：有楽興行に経営が譲られ、館名を「シネテリエ天神」に改称。ミニシアター向きの作品を数多く上映するようになる。
- 2002年7月28日：『ピンポン』出演の中村獅童が舞台挨拶を行う[1]。
- 2004年12月5日：『雲のむこう、約束の場所』上映時の舞台挨拶で、同作の新海誠監督とキャラクターデザインの田澤潮が来館[2]。新海監督は2007年4月7日にも『秒速5センチメートル』の上映時、同作の美術監督である馬島亮子と共に同館を訪れている[3]。
- 2005年10月1日：『運命じゃない人』出演の板谷由夏と内田けんじ監督が舞台挨拶で来館[4]。
- 2009年4月25日：『タカダワタル的ゼロ』上映時の舞台挨拶で、同作の白石晃士監督と漫画家のうえやまとちが来館[5]。
- 2009年10月11日：『吸血少女対少女フランケン』出演の椎名英姫、紅井ユキヒデと西村喜廣監督が舞台挨拶を行う[6]。
- 2009年10月12日：休館。同年10月16日より「天神シネマ」に改称。成人向け映画館に転身する。
- 2010年10月29日：閉館。
同館で使われた映写機はその後、県内の大学教授によって引き取られたことが『ぐっ!ジョブ〜九州げんき主義経済〜』（TVQ九州放送）のスタッフによって明かされている[7]。 2018年現在、跡地へ繋がる入口はビル1階にあるAVショップ「花太郎福岡博多店」の看板で塞がれている。